# Гукове (зупинний пункт)
Гукове — пасажирський залізничний зупинний пункт Конотопської дирекції Південно-Західної залізниці на лінії Зернове — Конотоп.
Розташований біля села Гукове Шосткинського району Сумської області між станціями Макове (6 км) та Терещенська (5 км).
На платформі зупиняються електропоїзди.